# Гедеон Балабан (архимандрит)
Гедеон Балабан гербу Корчак (у хрещенні Григорій; пом. грудень 1620) — руський (український) православний діяч, архімандрит Жидичинського монастиря.    

## Життєпис
Походив із галицької шляхетської родини Балабанів і доводився синівцем львівському єпископу-тезці.    
Вперше зринає у примирливій грамоті між Феофаном Греком, єпископом мегленським, та Гедеоном Балабаном і його племінником, підписаній 28 червня 1590 р. митрополитом та єпископами в Бересті. Згадується серед мирян — учасників антиунійного Берестейського собору (жовтень 1596).    
Львівський єпископ відступив йому Жидичинський монастир, який на просьби митрополита Михаїла Рогози король Польщі Сигізмунд ІІІ Ваза 24 грудня 1596 року наказав забрати від Григорія Балабана як «мирянина, відлученого від церкви» за спротив унії на Берестейському синоді. Обидва Балабани чинили опір. Почалась збройна сутичка: Г. Балабан замкнувся у церкві, не виходив, попри заклики старости. Через це виникли тривалі судові процеси: у гродському суді Луцька 10 жовтня 1597 року — без рішення; асесорський суд 11 грудня 1597 оголосив вирок, за яким монастир мав бути відданий, але монахи не пустили урядників всередину. За спротив владі асесорський суд 21 лютого 1598 року оголосив вирок баніції для Г. Балабана, який не віддав монастиря; протестував після надання королем в 1599 році села Торокань (тепер Іменин, Дрогичинський район), що належало монастирю, Петрові Аркудію. Справу монастиря підтримувала православна шляхта, яка наполягала на розгляді справи в сеймі. В 1603 році король на прохання послів Київського та Волинського воєводств зняв баніцію з Г. Балабана, справу маєтку залишив до розгляду її майбутнім сеймом. Г. Балабан зберіг монастир, православна шляхта на сеймах 1607, 1609 років вимагала повернення йому Тороканів. Правдоподібно, був ігуменом монастиря до смерті.   
10 травня 1618 року Сигізмунд ІІІ Ваза доручив митрополиту Йосифові Веляминові Рутському представити кандидатуру нового намісника обителі після смерті попередника — Гедеона (Григорія) Балабана.